# Dorcadion parallelum
Dorcadion parallelum là một loài bọ cánh cứng trong họ Cerambycidae.